# Veneziamestre Rugby 1986 2008-2009

## Super 10 2008-09

### Stagione regolare
| Incontro                   | Andata | Ritorno |
| -------------------------- | ------ | ------- |
| Veneziamestre — Viadana    | 13-18  | 19-38   |
| Benetton — Veneziamestre   | 38-13  | 9-9     |
| Veneziamestre — Parma      | 9-15   | 12-33   |
| Rugby Roma — Veneziamestre | 9-12   | 8-19    |
| Veneziamestre — Calvisano  | 36-24  | 7-55    |
| GRAN Parma — Veneziamestre | 26-15  | 14-18   |
| Veneziamestre — Petrarca   | 12-15  | 13-20   |
| Veneziamestre — Capitolina | 19-23  | 23-23   |
| Rovigo — Veneziamestre     | 15-15  | 25-15   |

#### Risultati della stagione regolare
| Posizione | G  | V | N | P  | PF  | PS  | DP   | B | Pt |
| --------- | -- | - | - | -- | --- | --- | ---- | - | -- |
| 8ª        | 18 | 4 | 3 | 11 | 279 | 408 | -129 | 5 | 27 |

## Coppa Italia 2008-09

### Prima fase
| Incontro                   | Risultato |
| -------------------------- | --------- |
| Rugby Roma — Veneziamestre | 24-10     |
| Veneziamestre — Petrarca   | 37-12     |
| Benetton — Veneziamestre   | 3-26      |
| Veneziamestre — GRAN Parma | 51-17     |

#### Risultati della prima fase
| Posizione | G | V | N | P | PF  | PS | DP  | B | Pt |
| --------- | - | - | - | - | --- | -- | --- | - | -- |
| 1ª        | 4 | 3 | 0 | 1 | 124 | 59 | +65 | 2 | 14 |

### Fase finale
| Turno | Incontro               | Risultato |
| ----- | ---------------------- | --------- |
| SF    | Veneziamestre — Rovigo | 31-28     |
| F     | Parma — Veneziamestre  | 20-18     |